# Mistrzostwa świata w szachach 1963

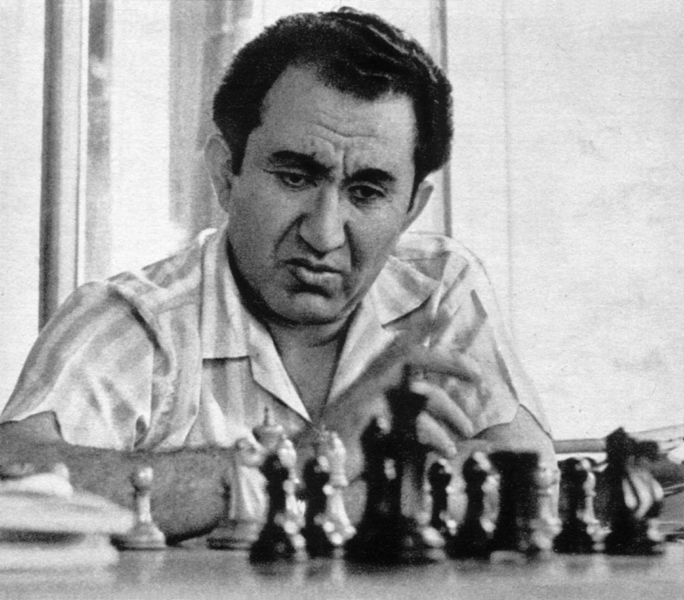
Mistrz świata 1963,
Tigran Petrosjan

Mecz pomiędzy aktualnym mistrzem świata - Michaiłem Botwinnikiem a zwycięzcą turnieju pretendentów, Tigranem Petrosjanem, rozegrany w Moskwie w dniach 23 III - 20 V 1963 r. pod egidą FIDE.

## Zasady
Pojedynek składał się z 24 partii. Mistrzem świata zostać miał ten z zawodników, który uzyska więcej punktów. W przypadku remisu tytuł zachowywał Botwinnik. Zgodnie ze zmienionym regulaminem FIDE, Botwinnikowi w razie przegranej nie przysługiwało już prawo do meczu rewanżowego.

## Przebieg meczu
Botwinnik wygrał partie: I i XIV. Przegrał V, VII, XV, XVIII i XIX. Pozostałe zakończyły się remisami, z czego trzy ostatnie kilkunastoposunięciowymi, gdyż zniechęconemu Botwinnikowi nie chciało się już grać.

## Wyniki w poszczególnych partiach
|                   | 01 | 02 | 03 | 04 | 05 | 06 | 07 | 08 | 09 | 10 | 11 | 12 | 13 | 14 | 15 | 16 | 17 | 18 | 19 | 20 | 21 | 22 | Punkty |
| ----------------- | -- | -- | -- | -- | -- | -- | -- | -- | -- | -- | -- | -- | -- | -- | -- | -- | -- | -- | -- | -- | -- | -- | ------ |
| Michaił Botwinnik | 1  | ½  | ½  | ½  | 0  | ½  | 0  | ½  | ½  | ½  | ½  | ½  | ½  | 1  | 0  | ½  | ½  | 0  | 0  | ½  | ½  | ½  | 9½     |
| Tigran Petrosjan  | 0  | ½  | ½  | ½  | 1  | ½  | 1  | ½  | ½  | ½  | ½  | ½  | ½  | 0  | 1  | ½  | ½  | 1  | 1  | ½  | ½  | ½  | 12½    |